# Zurigo (grande regione)
Zurigo (in tedesco Zürich, in francese Zurich) è una delle 7 grandi regioni statistiche della Svizzera.

## Territorio
Il territorio della grande regione di Zurigo coincide con il Cantone di Zurigo.